# Municipio 2 (condado de Morris)
El municipio 2 (en inglés, Township 2) es un municipio del condado de Morris, Kansas, Estados Unidos. Tiene una población estimada, a mediados de 2021, de 642 habitantes.
Abarca una zona exclusivamente rural.

## Geografía
Está ubicado en las coordenadas 38°42′58″N 96°28′29″O / 38.71611, -96.47472 (38.715988, -96.474689). Según la Oficina del Censo de los Estados Unidos, tiene una superficie total de 281.81 km², de la cual 268.39 km² corresponden a tierra firme y 13.42 km² son agua.

## Demografía
Según el censo de 2020, en ese momento había 627 personas residiendo en la región. La densidad de población era de 2.34 hab./km². El 96.65% de los habitantes eran blancos, el 0.16% era amerindio, el 0.16% era asiático, el 0.16% era de otra raza y el 2.87% eran de una mezcla de razas. Del total de la población, el 1.91% eran hispanos o latinos de cualquier raza.